# Carter Springs (Nevada)
Carter Springs es un lugar designado por el censo ubicado en el condado de Douglas en el estado estadounidense de Nevada. En el año 2010 tenía una población de 553 habitantes.

## Geografía
Carter Springs se encuentra ubicado en las coordenadas 38°51′43″N 119°38′28″O / 38.86194, -119.64111.